# Provincia de Cienfuegos
Provincia de Cienfuegos är en provins i Kuba. Den ligger i den centrala delen av landet, 210 km öster om huvudstaden Havanna. Antalet invånare är 405 481. Arean är 4 187 kvadratkilometer. Provincia de Cienfuegos gränsar till Provincia de Villa Clara, Provincia de Sancti Spíritus och Matanzas. 
Terrängen i Provincia de Cienfuegos är varierad.
Provincia de Cienfuegos delas in i:

1. Municipio de Abreus
2. Municipio de Aguada de Pasajeros
3. Municipio de Cienfuegos
4. Municipio de Cruces
5. Municipio de Cumanayagua
6. Municipio de Santa Isabel de las Lajas
7. Municipio de Palmira
8. Municipio de Rodas

Följande samhällen finns i Provincia de Cienfuegos:
- Cruces
- Palmira
- Lajas
- Rodas
- Abreus